# Singe-araignée à ventre blanc
Ateles belzebuth · Atèle à ventre blanc
Espèce
Statut de conservation UICN

 EN  : En danger
Le Singe-araignée à ventre blanc ou Atèle à ventre blanc (Ateles belzebuth) est un singe du Nouveau Monde de la famille des atélidés qui vit en Amérique du Sud.